# باراباش
باراباش (بالروسية: Барабаш) هي مدينة في مقاطعة بريمورسكي كراي في روسيا.
يبلغ عدد سكانها حوالي 3557  نسمة.